# Charles Edward Jennings de Kilmaine

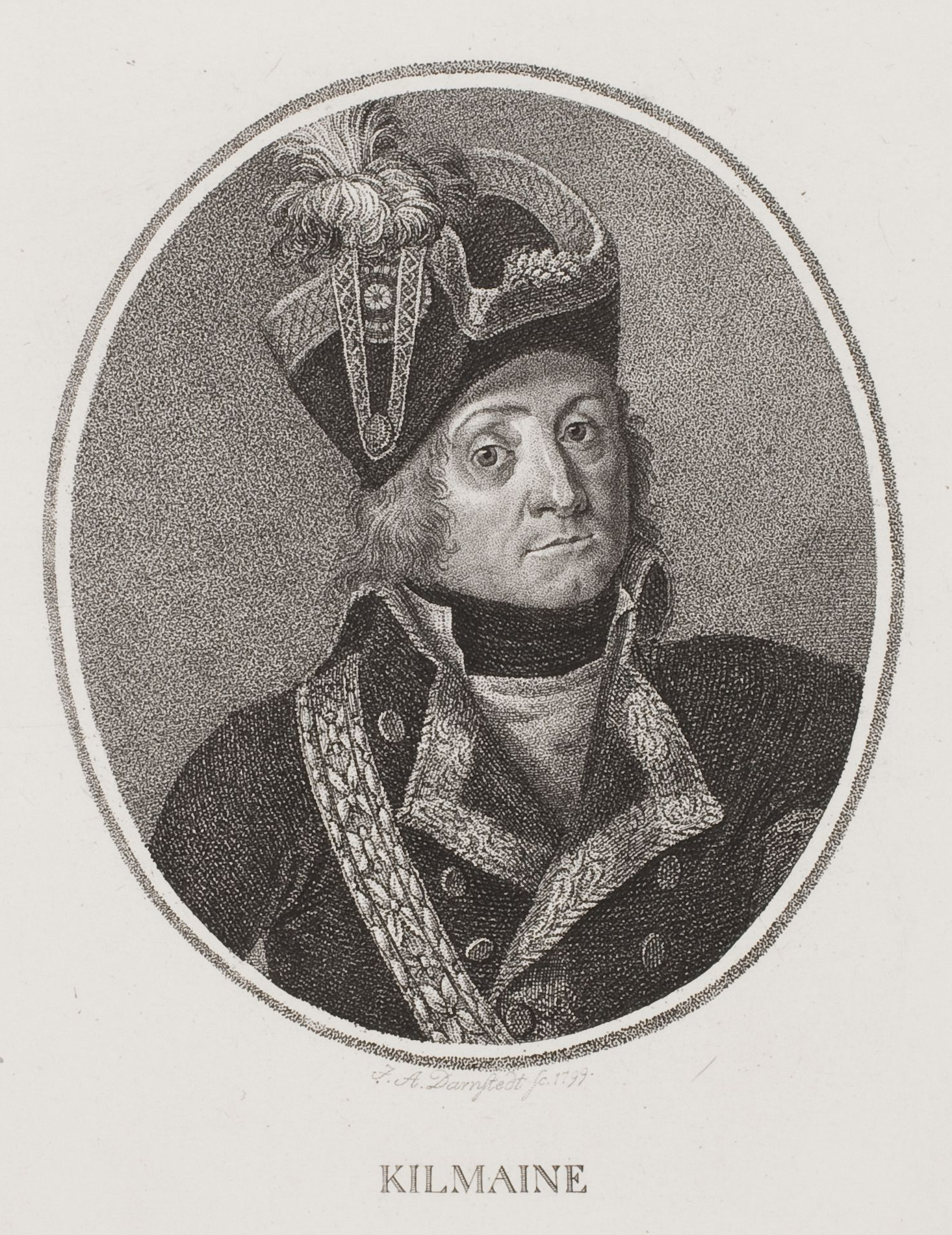
Charles Edward Jennings de Kilmaine

Charles Edward Jennings de Kilmaine, genannt The Brave Kilmaine (* 19. Oktober 1751 in Dublin; † 11. Dezember 1799 in Paris) war ein französischer Général de division  der Kavallerie irischer Herkunft.

## Leben
„Brave Kilmaine“ war ein Sohn des Arztes Dr. Theobald Jennings und dessen Ehefrau Lady Eleanor Saul. Seine Kindheit und Jugend verbrachte er überwiegend im mütterlichen Palais Saul's Court in Temple Bar (Dublin), wo er auch durch Hauslehrer erzogen wurde.
1761 kam er erstmals nach Tonnay-Charente (Frankreich), wo seine Eltern ebenfalls ein größeres Anwesen besaßen. Nach eigenem Bekunden liebte Jennings de Kilmaine diesen Ort, da er hier „seine Erziehung ohne Einfluß der Kirche genoß“.
Mit 14 Jahren trat er 1765 als Kadett in die Armee ein und war längere Zeit in der Habsburgermonarchie stationiert. 1775 starb sein Vater und er kehrte in seine Heimatstadt zurück um die Familienangelegenheiten zu ordnen. Bald aber kehrte er nach Frankreich zurück und meldete sich wieder zur Armee; im Gegensatz zu mehreren Familienmitgliedern, die dort in der Irischen Brigade kämpften, trat er in ein rein französisches Regiment ein.
Unter Befehl von General Armand-Louis de Gontaut, duc de Biron segelte er Ende 1778 nach Französisch-Westafrika und eroberte im Januar des darauffolgenden Jahres – zusammen mit den Volontaires-étrangere de Lauzun – den Senegal. Endes 1779 konnte er unverletzt und gesund wieder nach Frankreich zurückkehren.
1780 meldete er sich freiwillig mit den Volontaires-étrangere de Lauzun zur Expeditionsarmee, die zusammengestellt vom Comte de Rochambeau, in die Vereinigten Staaten segelte. Unter dem Oberbefehl von Marquis de La Fayette kämpfte Jennings de Kilmaine bis 1783 an der Seite von George Washington.
Zurück in Frankreich, holte ihn bald General de Gontaud in seinen Stab und 1786 übernahm er die Führung des 6e régiment de hussards. Im Rang eines Chef d’escadron kämpfte er dann in den Revolutionskriegen unter General Charles-François Dumouriez bei Valmy (20. September 1792) und bei Jemappes (6. November 1792). Spätestens nach Jemappes wurde er „The brave Kilmaine“ bzw. „Le brillant Kilmaine“ genannt. Im September 1792 wurde er Chef de brigade im 5e régiment de hussards.
In den nächsten Jahren führten ihn seine Beförderungen zu verschiedenen Kommandos unter den Generälen Dampierre, Custine und Houchard. Durch seine Äußerungen zum Massaker auf dem Marsfeld (17. Juli 1791) fiel Jennings de Kilmaine in Ungnade und wurde verhaftet. Die Terrorherrschaft der französischen Revolution verbrachte er in Kerkerhaft. Nach der Hinrichtung Maximilien de Robespierres am 24. Juli 1794 wurden seine Haftbedingungen gelockert und zum 12. Dezember desselben Jahren dann auch entlassen. Mit Wirkung zum 20. Mai 1795 wurde ihm sein Rang samt den dazugehörigen Bezügen wieder zugesprochen.
Jennings de Kilmaine kämpfte bei Lodi (10. Mai 1796), bei Castiglione (5. August 1796) und bei Rovereto (4. September 1796). Er zeichnete sich bei der Belagerung von Mantua durch Tapferkeit aus und half Ostern 1797 mit, den Aufstand in Verona niederzuschlagen.
Als Mitglied der Society of United Irishmen stand er den Idealen seiner Freunde Napper Tandy bzw. Wolfe Tones nahe. Jennings de Kilmaine starb am 11. Dezember 1799 in Paris an der Ruhr und damit – nach den United Irishmen – einer der tapfersten der Wild Geese.

## Ehrungen
- Sein Name findet sich am nördlichen Pfeiler (5. Spalte) des Triumphbogens am Place Charles-de-Gaulle (Paris).
- Im 19. Jahrhundert errichtete die Stadt Tonnay-Charente ihm zu Ehren ein Denkmal und benannte die „Rue du Général Kilmaine“ nach ihm.